# Domnapf
Der Domnapf, selten auch Domschüssel, ist eine große Schale aus Sandstein vor dem Kaiserdom in der Stadt Speyer (Rheinland-Pfalz). 
Sie soll gemäß der Überlieferung nach jeder Neuwahl eines Bischofs „für das gesamte Volk“ mit Wein gefüllt werden. Der Napf fasst 1580 Liter und trägt eine lateinische Inschrift.

## Geographische Lage
Der Domnapf steht auf einer Höhe von 102 m ü. NHN in der Mitte des Domplatzes etwa 20 m westlich des Hauptportals. Er ruht auf einem achteckigen, aus flachen Sandsteinplatten zusammengesetzten Podest von etwa 14 m² Größe. Dieses ist in 10 m Abstand von einem Quadrat aus 20 Sandsteinsäulen umgeben, die gut 1 m hoch sind und sich nach oben leicht verjüngen.
Ein benachbartes Gasthaus hat sich nach dem Objekt Zum Domnapf benannt.

## Beschreibung

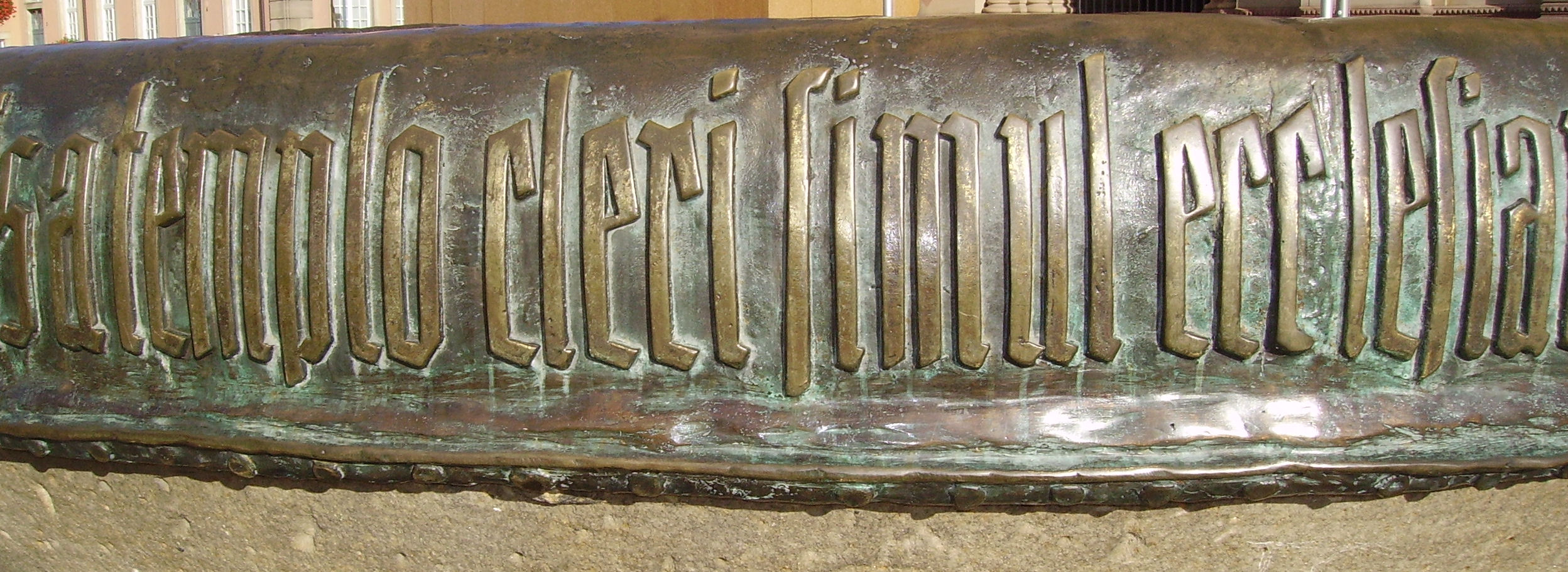
Messingband mit lateinischer Inschrift

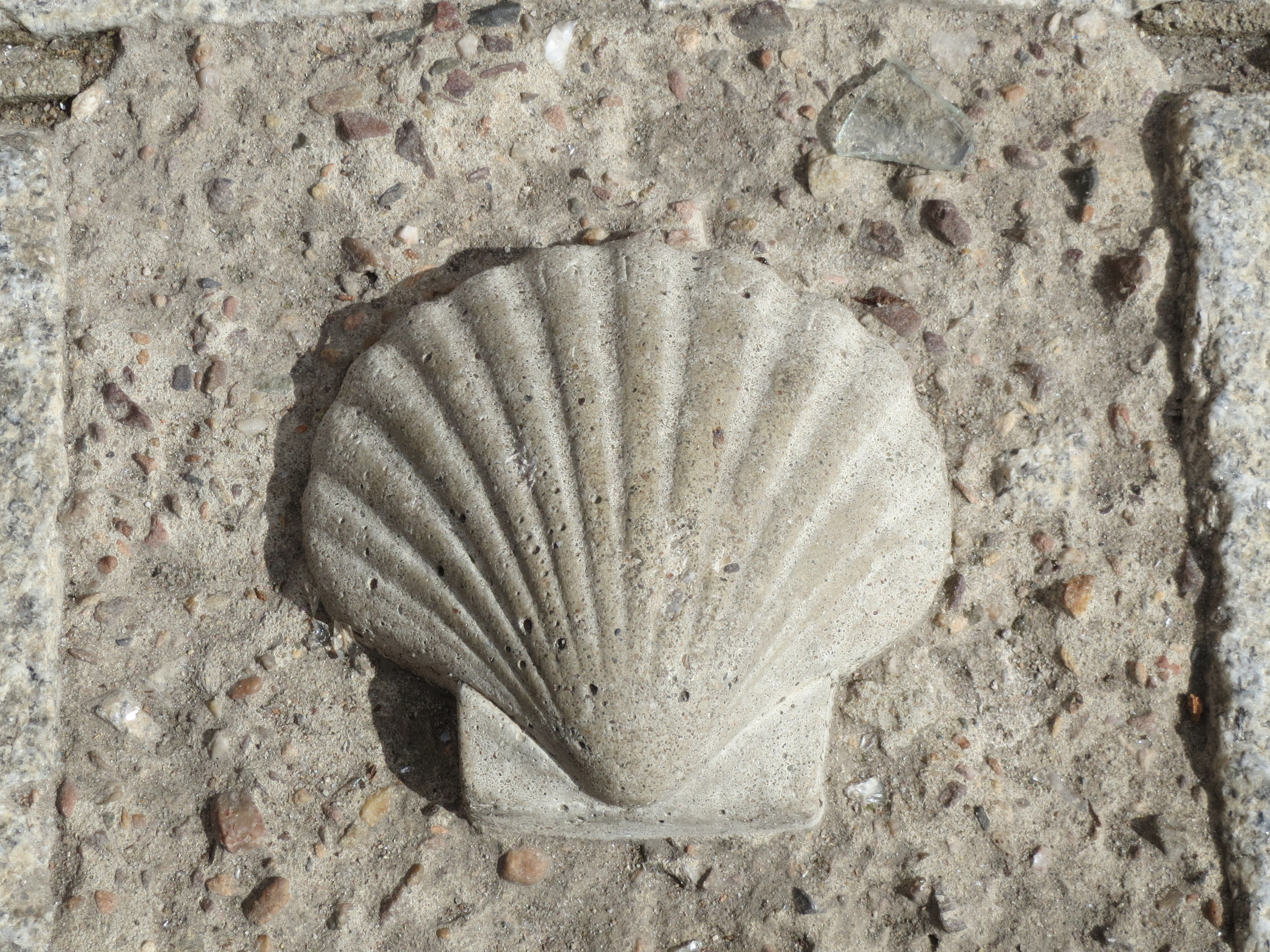
Jakobsmuschel vor dem Domnapf

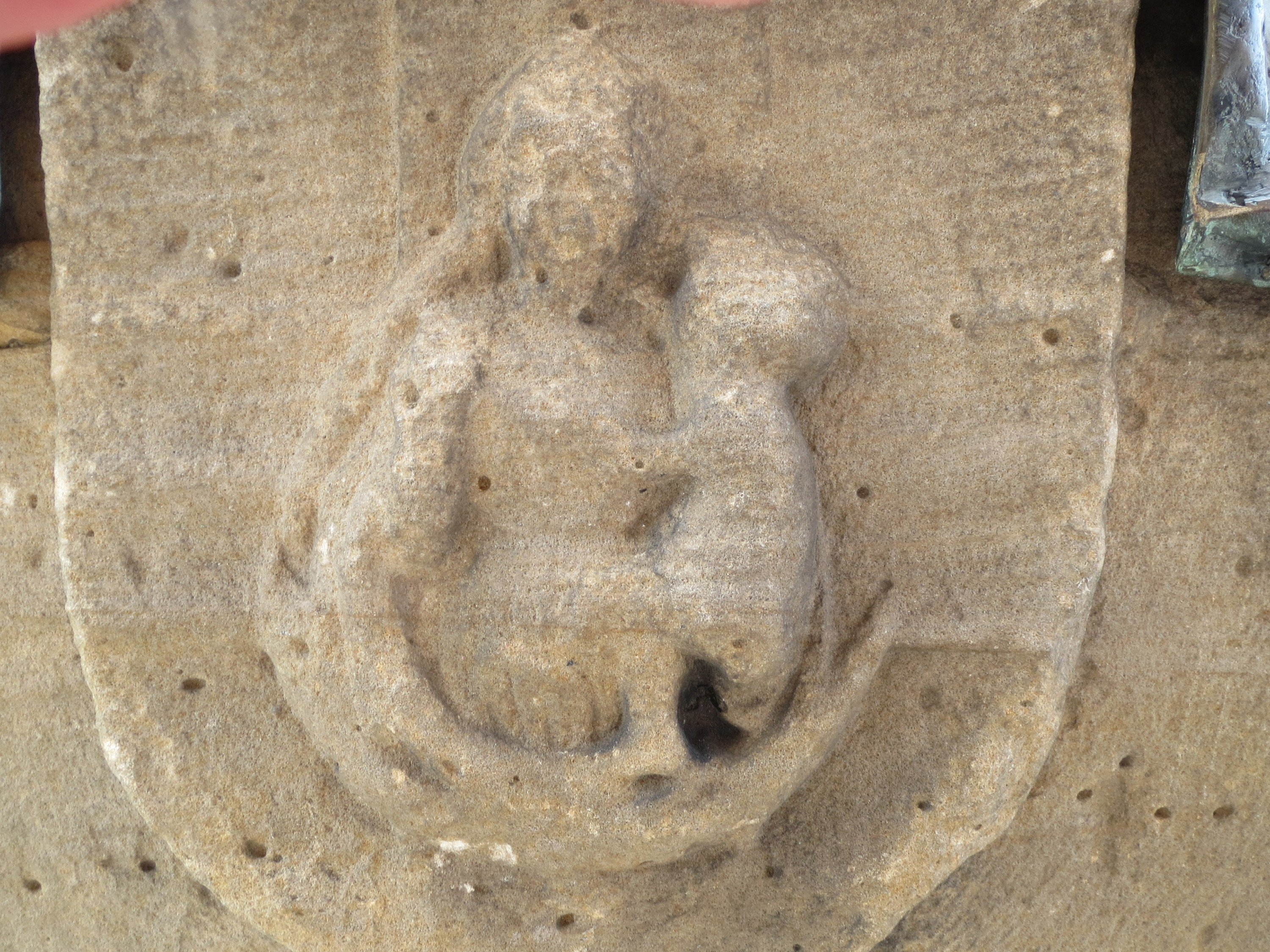
Wappenrelief mit Maria, der „Patrona Spirensis“

Der Domnapf besitzt die Form eines flachen, runden Kelches, dessen oberer Durchmesser knapp 2 m beträgt. Außen aufgebracht sind die steinernen Reliefs mehrerer Wappen; unter ihnen ist das des Hochstifts Speyer mit Maria, der „Patrona Spirensis“, der neben der Stadt auch der Dom geweiht ist. Eine Jakobsmuschel weist auf Speyer als Startort der Pfälzer Jakobswege hin.
Am oberen Rand umrahmt den Domnapf ein Messingband mit einer lateinischen Inschrift. Deren Text erläutert die Bedeutung des Gefäßes:
Lateinischer Originaltext
Quid velit haec, relegas, ut lanx cavus ille catinus; Dum novus antistes procerum comitante caterva – Urbem hanc intrat eques, huc Bacchi munera fundit; Virginis a templo cleri simul ecclesiarum – Terminus et limes, stat libertatis asylum; Et fit confugium, portus et ara reis. 1490
Übersetzung in Prosa
Du magst überlegen, was diese Schale, einem hohlen Napf vergleichbar, wohl will: Sobald ein neuer Vorsteher (Bischof), begleitet von der Schar seiner Würdenträger, in diese Stadt einreitet, gießt er die Gaben des Bacchus (Wein) hinein. Vom Tempel der Jungfrau (Mariendom) wie auch des Kirchenklerus (Bischofspalais) [aus gesehen] steht sie (die Schale!) als Grenze, Schutzwall und Hort der Freiheit. Und für Angeklagte sei sie Zuflucht, Hafen und Altar. 1490
Übersetzung in Reimen
Hier leset männiglich, ihr lieben Leute,
was dieser Napf, die Schüssel hohl, bedeute:
So oft ein Bischof, hoch zu Ross,
begleitet von fürnehmem Tross,
erstmals in diese Stadt sich wendet,
er seinen Willkommtrunk hier spendet.
Vorm Münster Unsrer Lieben Frau
im Napfe Mark und Grenzmal schau.
Von geistlicher Immunität
als ein Asyl der Freiheit steht.

## Geschichte

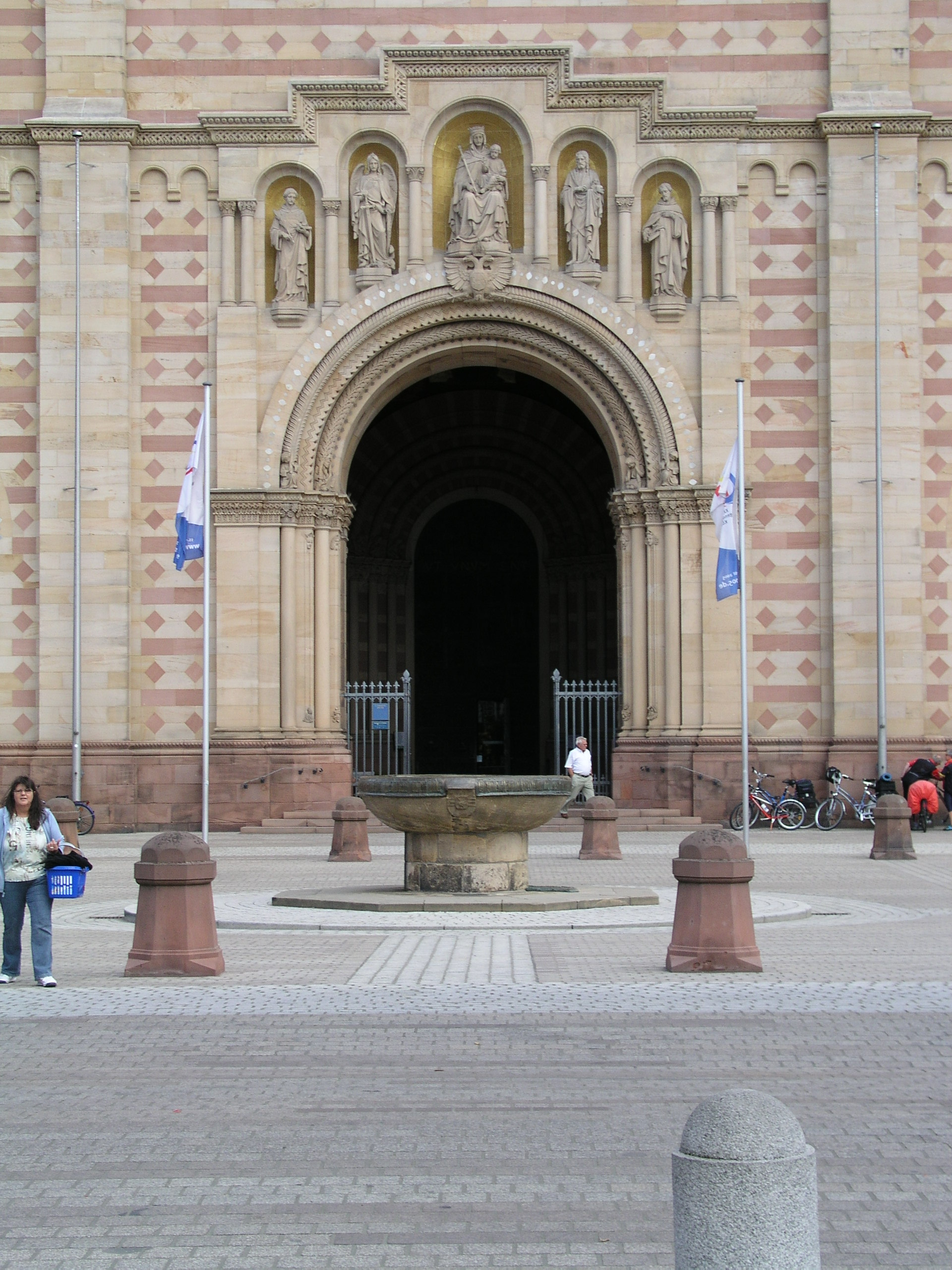
Standort auf der Grenze zwischen Hochstift Speyer und Freier Reichsstadt

Der Domnapf wurde im Mittelalter, vermutlich 1294, errichtet; urkundlich erwähnt wurde er erstmals 1314. Im Jahr 1490 erhielt er die jetzige Form und wurde mit der lateinischen Inschrift umrahmt.
Er markierte die Grenze zwischen der Freien Reichsstadt Speyer und dem Hochstift, in dem bischöfliches Recht galt. In der Reichsstadt Verurteilte suchten deshalb mitunter Zuflucht im Herrschaftsbereich des Bischofs, auf dessen Gnade sie hofften. So wurde der Domnapf auch zu einer Art Freiheitssymbol.

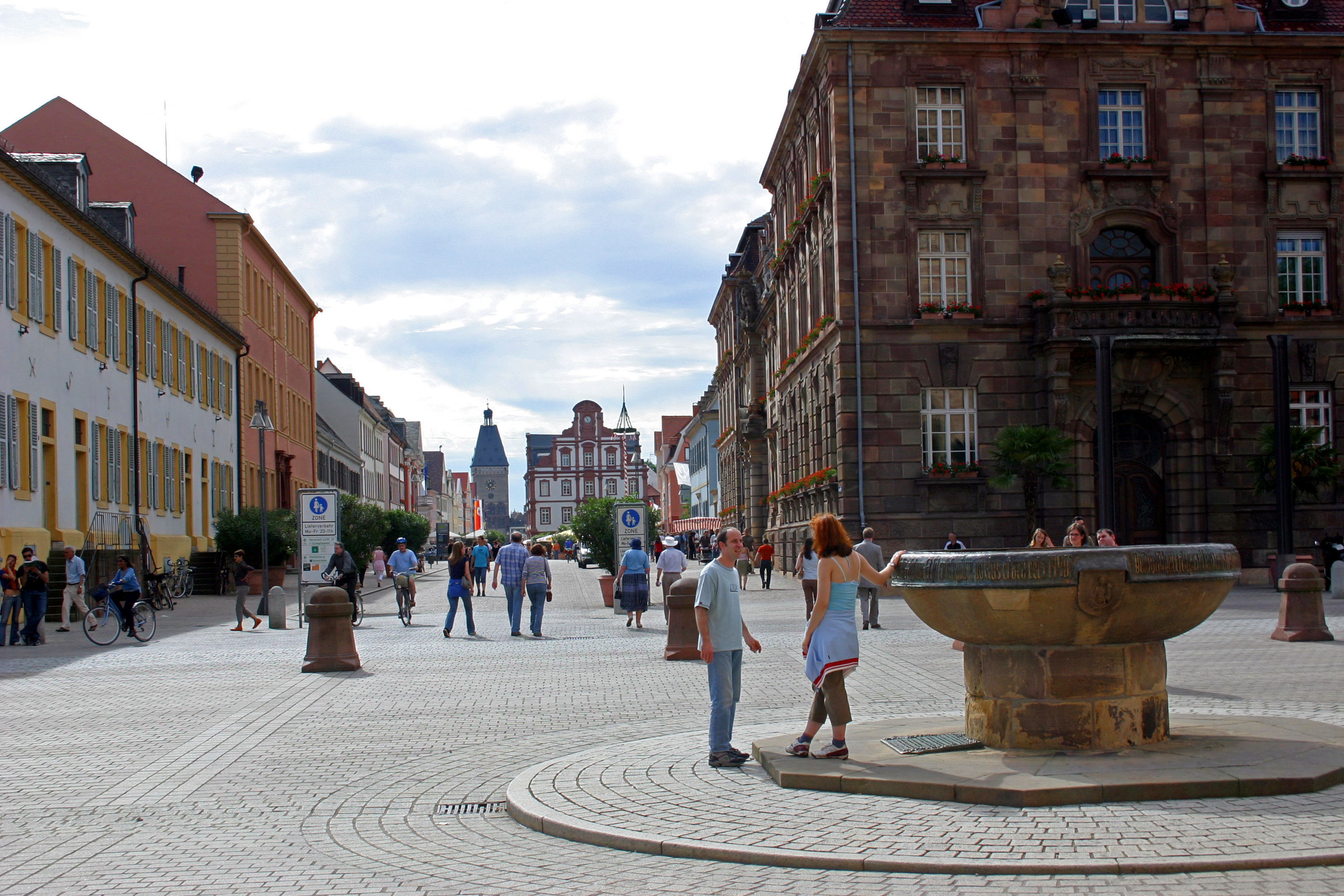
Weg der Schandsteinträger vom Domnapf zum Stadttor Altpörtel

Vom Domnapf aus wurden aber auch Urteile vollstreckt: „Böszüngige Weiber“ und untreue Männer mussten, fast nackt, unter dem Gespött der Bevölkerung einen sogenannten Schandstein am Hals vom Domnapf über etwa 700 m durch die heutige Maximilianstraße bis zum Altpörtel, dem westlichen Stadttor, tragen. Auch der Pranger war damals neben dem Domnapf aufgestellt. Im Jahr 1361 riss man dort sogar dem der Gotteslästerung beschuldigten Heilman Meffrid die Zunge heraus und jagte ihn aus der Stadt.
Zu Zeiten des Hochstifts Speyer konnten sich die Speyerer letztmals im Januar 1611 über eine Domnapffüllung freuen, als der neue Bischof Philipp Christoph von Sötern in die Stadt einritt. Anschließend verhinderten Kriege (Dreißigjähriger Krieg, Pfälzischer Erbfolgekrieg) und Zerstörungen größere Feiern. 1794 wurde der Domnapf von französischen Revolutionstruppen entfernt und durch einen Freiheitsbaum ersetzt; nach dem Anschluss der linksrheinischen deutschen Gebiete an Frankreich wurde das Hochstift säkularisiert.
Nach der Übernahme der Pfalz durch das Königreich Bayern (1816) erhielt der Domnapf um 1822 südlich des Doms einen neuen Standort. 1853 wurde er zunächst wieder an seinen ursprünglichen Platz, kurze Zeit später dann in den Domgarten versetzt. 1871 bzw. 1877 wiederholte sich diese Prozedur. Zur 900-Jahr-Feier der Grundsteinlegung des Doms 1930 wurde er erneut vor dem Dom aufgestellt, wegen der geänderten Straßenführung allerdings einige Meter von der ursprünglichen Stelle entfernt. An diese wurde er 1989 im Zusammenhang mit der Umgestaltung des Domplatzes wieder verbracht. Bereits 1982 hatte er einen zusätzlichen umlaufenden Reif aus Bronze erhalten mit den Wappen des Hochstifts Speyer und des Ludwig von Helmstatt, der von 1478 bis 1504 der 66. Bischof von Speyer war. Von Helmstatt hatte 1490 die Inschrift auf dem Domnapf anbringen lassen, die 1972 erneuert wurde.

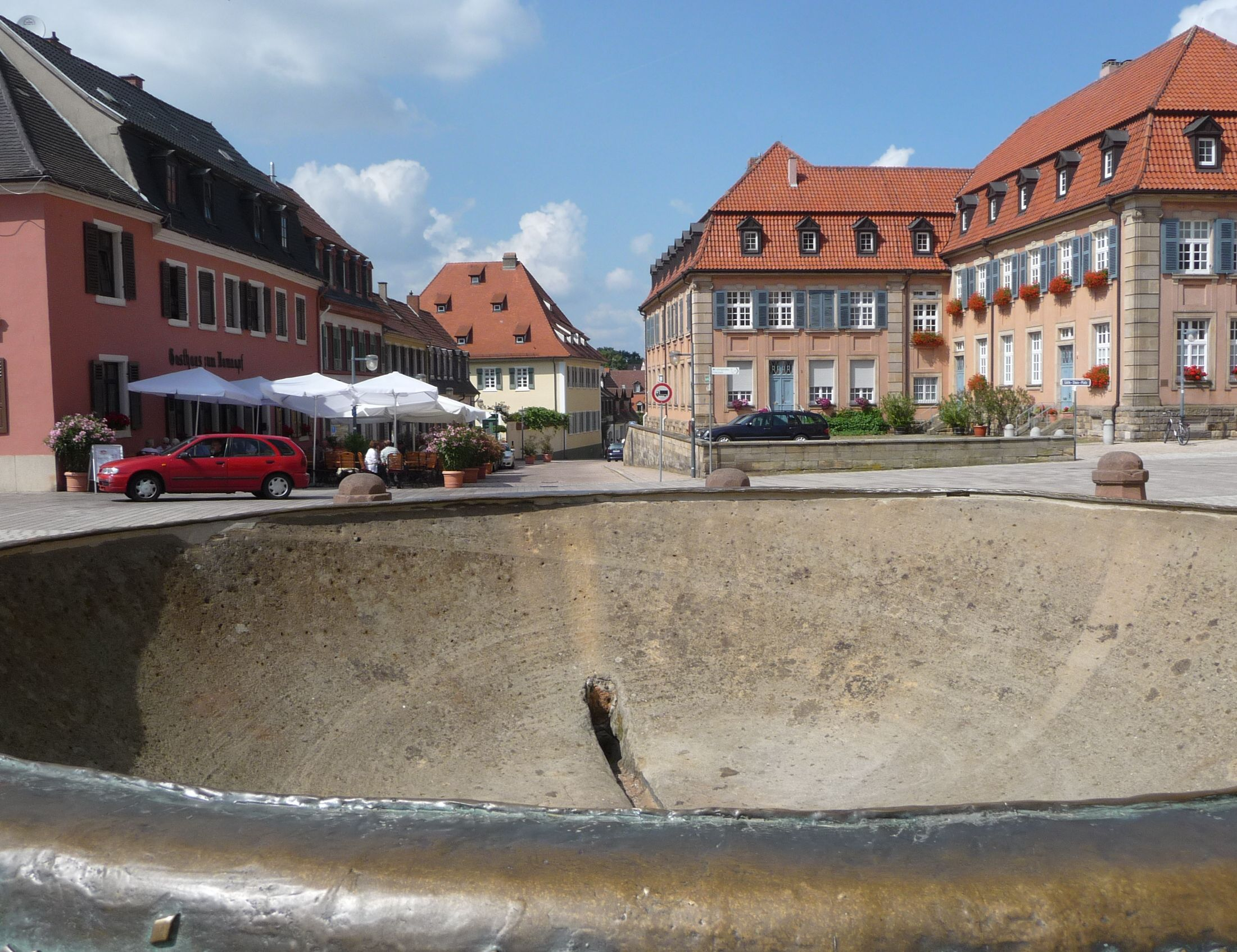
Schale des Domnapfs

Nach Angaben des Bistums Speyer wurde der Domnapf zwischen 1930 und 2011 15-mal mit Wein gefüllt. Anfangs war der Steintrog mit einer Metallwanne ausgekleidet, seit 1990 mit einer solchen aus mit Glasfaser verstärktem Polyesterharz. Anlässlich der Feiern zum 950-jährigen Domjubiläum 2011 wurde aus Gründen der Hygiene erstmals eine 1000 Liter fassende Plastikschale eingebracht. Den Wein spendete eine Weinbaugemeinde, die einstmals zum Hochstift gehörte. 2017 kam der Rebensaft zum 200-jährigen Bistumsjubiläum, ein Riesling, von zwei Weingütern aus Frankweiler und Mußbach, gespendet hatte ihn die Weinbruderschaft der Pfalz.